# JAR
JAR-файл — это Java-архив (сокращение от англ. Java ARchive).
Представляет собой ZIP-архив, в котором содержится часть программы на языке Java.
Чтобы JAR-файл был исполняемым, он должен содержать файл MANIFEST.MF в каталоге META-INF, в котором должен быть указан главный класс программы (такой класс должен содержать метод main и задаётся параметром Main-Class).
Номер версии JAR задаётся параметром Manifest-Version и является обязательным. В SDK 1.2 значение этого параметра должно быть равно 1.0.
Пример файла MANIFEST.MF:
```
Manifest-Version:
 
1.0
Ant-Version:
 
Apache
 
Ant
 
1.7.1
Created-By:
 
1.5.0_20-141
 
(Company
 
Inc.)
Main-Class:
 
com.sun.sample.ClassWithMainMethod

```

Команда для запуска (для определенного выше манифест-файла запустится метод с объявлением вида public static void main(String[] args) класса com.sun.sample.ClassWithMainMethod:
```
java -jar File_Name
```

Для запуска класса, содержащегося в архиве
```
java -classpath File_Name Class_Name
```

При использовании GIJ можно использовать
```
gij -jar File_Name
```